# Унирем
Унирем - линейка целевых модификаторов асфальтобетона (композиционных добавок, изменяющих физико-химические свойства и структуру материала (вещества) асфальтобетонной смеси, являющийся сыпучим композиционным материалом, основой которого является девулканизированная резина, которую получают из отработанных автопокрышек методом высокотемпературного сдвигового измельчения.

## Область применения
Модификатор «Унирем » может применяться при изготовлении любых асфальтных смесей «сухим способом». При его производстве не требуется изменения технологического режима работы асфальтобетонных заводов, а также изменения температурного режима, времени изготовления асфальтобетонной смеси или переналадки оборудования. Согласно технологии, модификатор вводится в смеситель асфальтобетонной смеси одновременно с битумом или сразу же после введения битума.
В 2008 г. на федеральных и региональных трассах было уложено около 121,5 тыс. кв.м. дорожных покрытий с применением модификатора «Унирем», в том числе на участках автодороги М-10 «Россия», в городах: Москве, С.-Петербурге, Н.-Новгороде, Минеральных водах; областях: Смоленской, ,Белгородской, Воронежской. 

## Технология производства
Технология была разработана в Институте химической физики им. Н. Н. Семёнова РАН много лет назад. Она заключается в том, что частицы резины проходят обработку по оригинальному методу высокотемпературного сдвигового измельчения. В «роторном диспергаторе» частицы резины при измельчении до размеров в несколько десятков нанометров подвергаются параллельно моментальному нагреву и последующему охлаждению. Производителем модификатора "Унирем " является общество с ограниченной ответственностью "Новые технологии строительства.

## Технологии использования отработанных покрышек для дорожного полотна в других странах
Попытки использования  отработанных покрышек в качестве добавок к асфальтобетонным смесям предпринимаются не менее ста лет, со времен, когда ещё не каждый автомобиль обладал резиновыми колёсами. Определённый успех был достигнут в США, когда в 1929 году в битум, являющийся вяжущим компонентом асфальтобетонной смеси, были добавлены мелко измельчённые покрышки. Со временем эта технология развивалась, хотя принцип оставался прежним: в горячий битум добавляются сравнительно крупные и неоднородные по гранулометрическому составу частицы резины (от долей миллиметра до нескольких сантиметров). Данный способ имеет два основных недостатка. Во-первых, так как частицы крупные, то под воздействием тяжелого транспорта происходит разуплотнение дорожного покрытия. Во-вторых, требуется существенное изменение технологии производства асфальтобетонных смесей, что не допустимо для большинства АБЗ.

## Замеры результатов эксплуатации
Замеры проводились на участке трассы «Москва — Санкт-Петербург» после 5 лет эксплуатации. Исследование вырубки покрытия показало, что, несмотря на нагрузку, битум остался на щебне, что свидетельствует о глубоком проникновении и стойкости присадки. Коэффициент сцепления, измеряемый на влажной дороге, равен 0,51, что соответствует ГОСТу. Замер колейности при помощи рейки с прецизионным уровнем показал 11 миллиметров. По ГОСТу допустимо до 20 мм.

## Положительные результаты применения модификатора
1. Улучшение свойств дорожного покрытия
2. Утилизация покрышек

Оба фактора являются важнейшими с экологической точки зрения: во-первых, реже требуется менять асфальтное покрытие, во-вторых, происходит утилизация мусора.